# Битва біля Акри (1258)
Битва біля Акри — морська битва, що відбулася 25 червня 1258 року між флотами Генуезької та Венеційської республік біля столиці Єрусалимського королівства хрестоносців, портового міста Акра в ході венеційсько-генуезької війни Святого Сави.

## Передумови
Передумовами війни стали венеційсько-генуезькі суперечки за два найважливіших портових міста Леванту — Тір та Акру (сучасне Акко). В 1256 році союзник генуезців Філіп де Монфор вигнав венеційців з Тіра, а згодом виникла суперечка в Акрі щодо контролю над територією монастиря Святого Сави, на яку претендували як Генуя, так і Венеція. В Акрі морські республіки Генуя, Венеція та Піза володіли кожна своїм окремим кварталом. В той же час стратегічно розташована біля порту територія монастиря Святого Сави залишалась спірною.
Генуезький консул Сімоне Венто пред'явив Єрусалимському патріарху листа від пріора госпітальєрів, який визнав володіння церквою та монастирем за Генуєю і домігся від релігійних властей міста заборони венеційцям входити на територію монастиря. Незважаючи на протести венеційців і пізанців, цю заборону підтвердив Філіп де Монфорт, глава Ордену госпітальєрів і союзник генуезців, після чого озброєні генуезці забарикадувалися всередині церкви. Але незабаром венеційський пристав Марко Джустініані повернувся до Акри з листом від самого Папи Олександра IV, в якому папа визнавав права Венеції на цей монастир. Між венеційцями і генуезцями почались зіткнення, в результаті яких генуезці напали на венеційські кораблі, які знаходилися в порту Акри, а потім і на сам венеційський квартал, де вчинили масові вбивства і під кінець підпалили його.
Венеція, поінформована про інцидент, вимагала від Генуї відшкодування, але, не отримавши його, уклала союз з Пізою, Марселем і містами Провансу. Республіка Піза, колишній союзник генуезців, уклала з Венецією десятирічний пакт про військовий союз. Генуезці, зі свого боку, заручилися підтримкою короля Єрусалиму, короля Кілікійської Вірменії Айтоне та лорда Тіру Філіпа де Монфора.
У 1257 році дож Венеційської республіки Реньєро Дзено послав флот із 13 галер під командуванням капітана Лоренцо Тьєполо. Тьєполо прорвався через захисний ланцюг до гавані Акри де знайшов і спалив генуезькі кораблі: 2 військові галери та 22 торгових судна. Відтак венеційці висадились на берег і захопили територію монастиря Святого Сави, зруйнувавши його укріплення. Венеційцям також вдалось заблокувати генуезців в їхньому кварталі міста, однак, не дивлячись на застосування облогових машин захопити його венеційцям не вдалось, оскільки сили генуезців налічували 800 чоловік, які мали на озброєнні 50–60 баліст.

## Битва
Влітку 1258 року Генуя направила флот до Тиру під командуванням адмірала Россо делла Турка. Зібравшись з іншими генуезькими кораблями в місті, 48 кораблів, озброєних облоговими машинами, відпливли на південь, щоб атакувати Акру, тоді як Філіп Монфор повів 80 лицарів і 300 лучників по суші, щоб приєднатися до госпітальєрів і атакувати венеційців через генуезький квартал.
Коли генуезький флот прибув до Акри, він з незрозумілих причин не став негайно атакувати венеційців і тим самим дав останнім можливість підготуватись для відповіді. Венеційці зустрілися з тамплієрами, які погодилися, що орден охоронятиме венеційський квартал від нападу зі сторони військ Філіпа де Монфора та генуезців, допоки вони готуватимуть свої кораблі до зустрічі з генуезьким флотом. Венеційці були настільки не стиснуті в засобах, що пропонували щедру суму в десять безантів на день будь-кому, хто допоміг би екіпажу їхніх кораблів.
Хоча прибуття генуезького флоту захопило венеційців зненацька, затримка Россо делла Турка з атакою дозволила венеційцям вишукувати свої кораблі в бойовий порядок, а венеційська стратегія морського бою і великий бойовий досвід призвели до переконливої перемоги. Венеційська атака була блискавичною і в результаті венеційський флот з 33 кораблів вийшов з гавані Акри і розгромив у ході морської битви більші сили генуезців, захопивши 24 корабля, вбивши 1700 чоловік і відтіснивши генуезців назад у Тир. Генуя втратила половину флотуі після цієї поразки генуезцям довелось покинули місто і перебратись в Тір.
Не маючи підтримки з моря для атаки, Філіп Монфор зі своїми лицарями також повернувся до Тіру. Без будь-якої надії на допомогу, генуезці в Акрі незабаром капітулювали. Їхній квартал був анексований Венецією та Пізою, їхня вежа була зруйнована, а торговці вигнані з міста.

## Наслідки
В битві біля Акри венеційці здобули перемогу, але подальші морські зіткнення венеційців з Генуєю в ході війни Святого Савви тривали по всьому Середземномор'ю протягом 1260-х років. Хоча деякі генуезькі торговці повернулися в Акру в 1270-х роках, вони так і не відновили свій квартал до взяття міста мамелюками в 1291 році.